# Admiralitätsarsenal

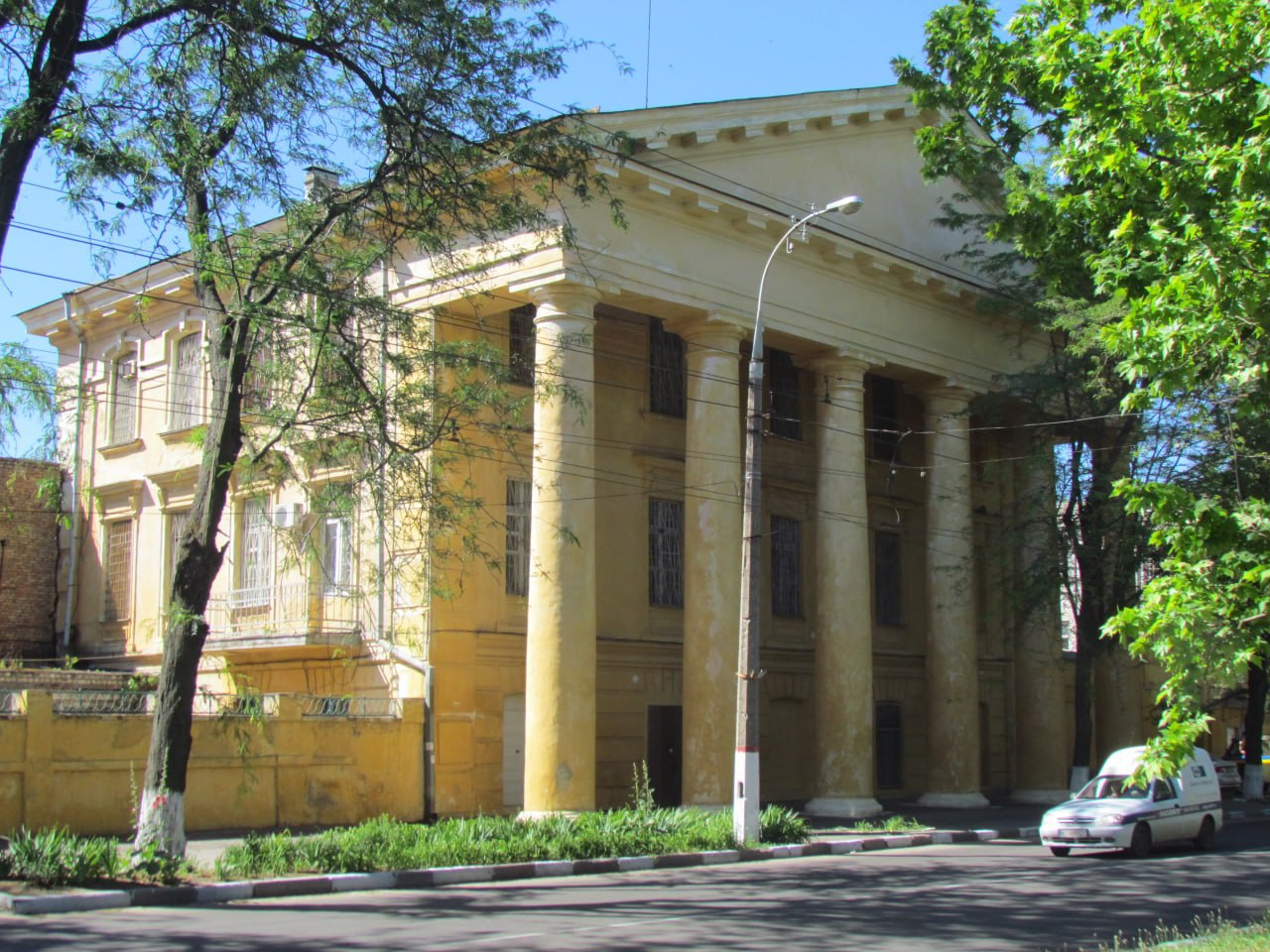
Eckgebäude des Arsenals von Cherson

Das Admiralitätsarsenal ist ein ehemaliges Lager für militärische Ausrüstung und ein historisches Baudenkmal in der südukrainischen Gebietshauptstadt Cherson. Es dient als regionales Untersuchungsgefängnis. Das Bauwerk befindet sich an der Ecke der Pereskopstraße und der Druschbystraße im Stadtteil Suworow.

## Geschichte
Das Zeughaus ist eines der ältesten noch erhaltenen Gebäude im Stadtzentrum von Cherson. Es befindet sich auf dem Gelände der ehemaligen, im 18. Jahrhundert entstandenen russischen Festung Cherson, einem bedeutenden Stützpunkt der Schwarzmeerflotte, aus dem später die Stadt hervorgegangen ist. Das ursprüngliche Gebäude des Admiralitätsarsenals wurde nach Plänen von Vikentii Vanresant von 1784 bis 1788 gebaut. Es lag etwa 700 Meter vom Ufer des Dnepr entfernt in der Nähe der Residenz des Generalgouverneurs von Cherson und der Katharinenkathedrale, die zur gleichen Zeit gebaut wurde.
Das Arsenal umfasste neben dem Hauptgebäude weitere Lagerhäuser sowie einen Innenhof, in welchem Artilleriegeschütze deponiert wurden.
Die Anlagen wurden beim Erdbeben von Cherson 1802 schwer beschädigt und 1812 nach einem Entwurf des Architekten I. Yaroslawsky wieder aufgebaut. Der Baukomplex besteht aus einer rechteckig angeordneten Baugruppe mit vier Flügeln, die sich um einen Innenhof gruppieren. Zur Pereskopstraße hin flankieren zwei höhere Baukörper mit Säulenvorhallen und Dreiecksgiebeln den niedrigen Eingangsbau. Auf der Rückseite befinden sich jüngere Gebäude mit Werkstätten.
Im Laufe des 19. Jahrhunderts verlor die Festung Cherson ihre militärische Bedeutung, und während die Befestigungsanlagen fast vollständig geschleift wurden, erhielt das Arsenal 1884 vorübergehend eine neue Funktion als staatliches Gefängnis. Seit 1906 dient es ständig als Justizvollzugsanstalt; in der jüngsten Zeit ist darin das Untersuchungsgefängnis für die Oblast Cherson untergebracht.
Der Dichter und Revolutionär Alexei Michailowitsch Gmyrjow aus Mykolajiw starb 1911 als Insasse im Gefängnis von Cherson.
Seit 1959 benützt der regionale Fernsehsender von Cherson den Ostflügel des Arsenalgebäudes.